# Zwycięskie przeznaczenie
Zwycięskie przeznaczenie (ros. Победный маршрут, Pobiednyj marszrut) – radziecki krótkometrażowy animowany film czarno-biały z 1939 roku w reżyserii Dmitrija Babiczenko, Leonida Amarlika i Władimira Połkownikowa.
Film wchodzi w skład serii płyt DVD Animowana propaganda radziecka (cz. 4: Naprzód ku świetlanej przyszłości).

## Opis
Jednym z głównych antybohaterów tego filmu propagandowego są rozprawiający przy stole kapitalistyczni finansiści krytykujący plany pięcioletnie. Finansiści zostali ukazani jako wrogowie chcący powstrzymać siłę napędową zwycięskiej rewolucji socjalistycznej. Ich trud słabnie w stosunku do konstytucji stalinowskiej. Na liście wrogów politycznych znaleźli się również kułacy (rolnicy prowadzący własne gospodarstwa), którzy dzielili swój wizerunek z kapitalistami.